# Palm, Inc.

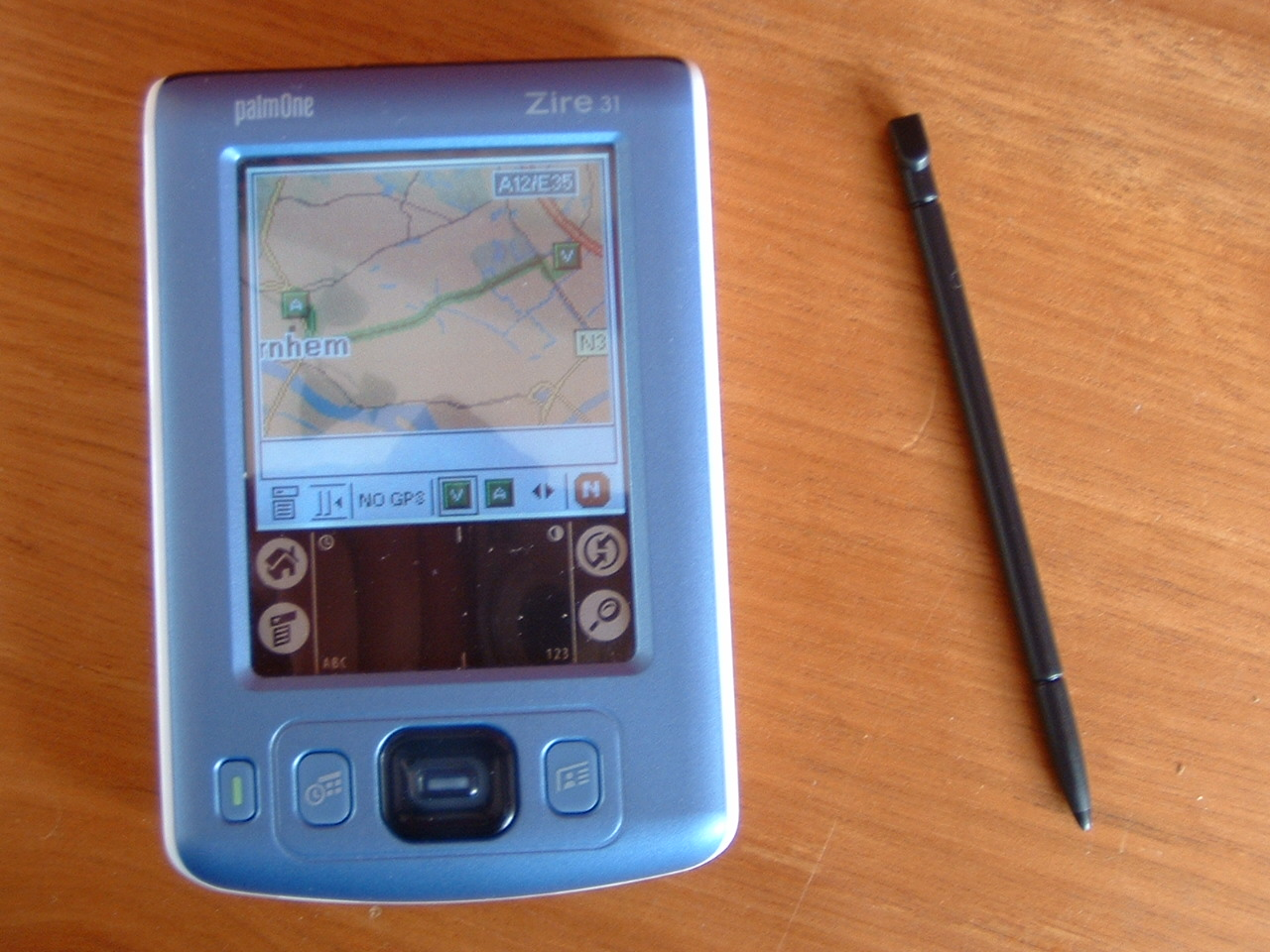
PalmOne Zire 31

Palm, Inc. was een Amerikaans bedrijf dat bekend werd vanwege Personal Digital Assistants (PDA), minicomputertjes. Het werd in 1992 opgericht door Jeff Hawkins. Al vanaf 1985 was hij bezig met pen-based computing, een onderwerp dat begin jaren negentig plotseling erg populair werd. 
Het bedrijf was gevestigd in Sunnyvale (Californië). Hewlett-Packard kocht Palm in juli 2010, om het merk Palm vervolgens in 2014 door te verkopen aan het Chinese TCL.

## Palm Computing
Aanvankelijk richtte Palm Computing zich op het ontwikkelen van software voor PDA's. Vlak nadat de legendarische Apple Newton op de markt kwam, bracht Palm Computing ook zijn eerste PDA op de markt: de Zoomer. De officiële naam van dit apparaat was Casio Z-7000 en het was ontstaan uit een samenwerkingsverband tussen Palm Computing, Casio, GEOS en RadioShack. Het apparaat was geen succes: het was te traag, te log en te duur. Kort daarop bedacht Hawkins de PalmPilot, maar er was geen geld om het op de markt te brengen.

## US Robotics en 3Com
Modemfabrikant US Robotics zag wel toekomst in het apparaat en nam Palm Computing in 1995 over. De PalmPilot was onmiddellijk een groot succes. Twee jaar later, in 1997, werd Palm Computing opnieuw overgenomen: ditmaal door 3Com, een fabrikant van netwerkproducten.

## Handspring
Het managementteam, bestaande uit Jeff Hawkins, Donna Dubinsky en Ed Colligan, mensen die vrijwel vanaf het begin bij Palm Computing betrokken waren geweest, zagen de overname door 3Com echter met zorg tegemoet. Zij stapten gezamenlijk uit het bedrijf en richtten Handspring op. Dit nieuwe bedrijf richtte zich aanvankelijk op PDA's voor de consumentenmarkt en ging zich later specialiseren in PDA's met een geïntegreerde telefoon (smartphone). 

## Beursgang
Palm Computing ging intussen door met de productie van PDA's. Op 2 maart 2000 werd het een zelfstandig bedrijf, waarvan de aandelen worden verhandeld op de NASDAQ. 

## Fusie en opsplitsing
In 2003 deden zich grote veranderingen voor: Palm nam Handspring over en splitste zich in een software- en hardware-tak, die geheel onafhankelijk van elkaar zijn. Het nieuwe bedrijf PalmSource zorgt in samenwerking met de licentienemers voor de verdere ontwikkeling van het besturingssysteem PalmOS. Het nieuwe bedrijf palmOne gaat verder met de productie van PDA's en is ontstaan uit een fusie van het voormalige Palm Inc en Handspring. Inmiddels heeft palmOne zijn oude naam weer aangenomen: Palm, Inc.

## Overname door HP
Op 28 april 2010 werd bekendgemaakt dat Palm, Inc, en Hewlett-Packard overeenstemming hebben bereikt over een overname van Palm door HP. Dit na enkele weken van geruchten dat Lenovo het bedrijf zou overnemen. Als alle goedkeuringen verkregen worden, zal deze overname naar verwachting voor 31 juli 2010 worden afgerond. Al in de eerste uren na de aankondiging hebben verschillende Amerikaanse advocatenkantoren aangekondigd namens aandeelhouders rechtszaken tegen de bedrijfsleiding van Palm, Inc. aan te zullen spannen, omdat in hun ogen de overname geen recht doet aan de intrinsieke waarden van het bedrijf.
De overname door HP is des te opvallender, nu deze overname bekend werd gemaakt slechts enkele weken nadat de overname van 3Com door HP was afgerond, terwijl Palm, Inc. van 1997 tot 2000 deel uitmaakte van het 3Com concern. 